# Illharjen
Illharjen är ett naturreservat i Vetlanda som genomkorsas av Emån. Reservaten ligger i Emåns dalgång, strax sydost om Vetlanda centralort. Illharjen och Stora Illharjen är två gränsande reservat. Här delar Emåns vatten upp sig i flera bäckar. En spångad vandringsled finns. Den gör området lättillgängligt för både barnvagnar och rullstolar.

## Arter[3]

### Växter
- Vide
- Sälg
- Skogsolvon
- Getapel

### Djur
- Forsärla
- Mindre hackspett
- Härmsångare
- Rörhöna
- Drillsnäppa
- Kricka
- Strömstare
- Kungsfiskare
- Flodpärlmussla